# Ukraina i olympiska sommarspelen 2016
Ukraina, genom UOK, deltog i de 31:a olympiska sommarspelen i Rio de Janeiro. Truppen som bestod av 204 deltagare fick totalt två guld, fem silver och fyra brons.

## Medaljer
| Medalj | Namn                                                         | Sport          | Gren                                  |
| ------ | ------------------------------------------------------------ | -------------- | ------------------------------------- |
| 1      | Oleh Vernjajev                                               | Gymnastik      | Herrarnas barr                        |
| 1      | Jurij Tjeban                                                 | Kanotsport     | Herrarnas C-1 200 m                   |
| 2      | Zjan Belenjuk                                                | Brottning      | Herrarnas grekisk-romersk stil, 85 kg |
| 2      | Olha Charlan Alina Komasjtjuk Olena Kravatska Olena Voronina | Fäktning       | Damernas lagtävling i sabel           |
| 2      | Oleh Vernjajev                                               | Gymnastik      | Herrarnas individuella mångkamp       |
| 2      | Pavlo Tymosjtjenko                                           | Modern femkamp | Herrarnas tävling                     |
| 2      | Serhij Kulisj                                                | Skytte         | Herrarnas 10 m luftgevär              |
| 3      | Bohdan Bondarenko                                            | Friidrott      | Höjdhopp                              |
| 3      | Olha Charlan                                                 | Fäktning       | Damernas sabel                        |
| 3      | Hanna Rizatdinova                                            | Gymnastik      | Damernas individuella mångkamp        |
| 3      | Dmytro Jantjuk Taras Misjtjuk                                | Kanotsport     | Herrarnas C-2 1000 m                  |

## Badminton
| Spelare         | Gren       | Grupp                           | Grupp                         | Grupp     | Eliminering       | Kvartsfinal       | Semifinal         | Final / BM        | Final / BM       |
| Spelare         | Gren       | Motståndare Poäng               | Motståndare Poäng             | Placering | Motståndare Poäng | Motståndare Poäng | Motståndare Poäng | Motståndare Poäng | Placering        |
| --------------- | ---------- | ------------------------------- | ----------------------------- | --------- | ----------------- | ----------------- | ----------------- | ----------------- | ---------------- |
| Artem Potjtarov | Herrsingel | Maliekal (RSA) L (18–21, 19–21) | Son W-h (KOR) L (21-9, 21–15) | 3         | Gick inte vidare  | Gick inte vidare  | Gick inte vidare  | Gick inte vidare  | Gick inte vidare |

## Bordtennis
Herrar
| Spelare | Gren       | Inledande omgång     | Omgång 1             | Omgång 2             | Omgång 3             | Åttondelsfinal       | Kvartsfinal          | Semifinal            | Final / BM           | Final / BM       |
| Spelare | Gren       | Motståndare Resultat | Motståndare Resultat | Motståndare Resultat | Motståndare Resultat | Motståndare Resultat | Motståndare Resultat | Motståndare Resultat | Motståndare Resultat | Placering        |
| ------- | ---------- | -------------------- | -------------------- | -------------------- | -------------------- | -------------------- | -------------------- | -------------------- | -------------------- | ---------------- |
| Kou Lei | Herrsingel | Bye                  | Bye                  | Assar (EGY) W 3–4    | Gauzy (FRA) W 1-4    | Freitas (POR) L 4-0  | Gick inte vidare     | Gick inte vidare     | Gick inte vidare     | Gick inte vidare |

Damer
| Spelare             | Gren      | Inledande omgång     | Omgång 1             | Omgång 2               | Omgång 3             | Åttondelsfinal       | Kvartsfinal          | Semifinal            | Final / BM           | Final / BM       |
| Spelare             | Gren      | Motståndare Resultat | Motståndare Resultat | Motståndare Resultat   | Motståndare Resultat | Motståndare Resultat | Motståndare Resultat | Motståndare Resultat | Motståndare Resultat | Placering        |
| ------------------- | --------- | -------------------- | -------------------- | ---------------------- | -------------------- | -------------------- | -------------------- | -------------------- | -------------------- | ---------------- |
| Tetiana Sorotjynska | Damsingel | Bye                  | Bye                  | Vacenovská (CZE) W 0–4 | Lee H-C (HKG) L 4-0  | Gick inte vidare     | Gick inte vidare     | Gick inte vidare     | Gick inte vidare     | Gick inte vidare |

## Boxning
Herrar
| Boxare               | Gren              | Omgång 1              | Omgång 2             | Kvartsfinal          | Semifinal            | Final                | Final            |                  |
| Boxare               | Gren              | Motståndare Resultat  | Motståndare Resultat | Motståndare Resultat | Motståndare Resultat | Motståndare Resultat | Placering        |                  |
| -------------------- | ----------------- | --------------------- | -------------------- | -------------------- | -------------------- | -------------------- | ---------------- | ---------------- |
| Mykola Butsenko      | Bantamvikt        | Hamout (MAR) L 0–2    | Gick inte vidare     | Gick inte vidare     | Gick inte vidare     | Gick inte vidare     | Gick inte vidare |                  |
| Volodymyr Matvijtjuk | Lätt weltervikt   | Sotomajor (AZE) L 3–0 | Gick inte vidare     | Gick inte vidare     | Gick inte vidare     | Gick inte vidare     | Gick inte vidare |                  |
| Dmytro Mytrofanov    | Mellanvikt        | Assomo (FRA) L 3–0    | Gick inte vidare     | Gick inte vidare     | Gick inte vidare     | Gick inte vidare     | Gick inte vidare |                  |
| Hassan Saada         | Lätt tungvikt     | Solonenko (AZE) L 3-0 | Gick inte vidare     | Gick inte vidare     | Gick inte vidare     | Gick inte vidare     | Gick inte vidare |                  |
| Tetiana Kob          | Damernas flugvikt | Bye                   | Petrova (BUL) W 2–1  | Adams (GBR) L 0-3    | Gick inte vidare     | Gick inte vidare     | Gick inte vidare | Gick inte vidare |

## Brottning
Förkortningar:
- VT – Vinst genom fall.
- PP – Beslut efter poäng – förloraren fick tekniska poäng.
- PO – Beslut efter poäng – förloraren fick inte tekniska poäng.
- ST – Teknisk överlägsenhet – förloraren utan tekniska poäng och en marginal med minst 8 (grekisk-romersk stil) eller 10 (fristil) poäng.

Herrar, fristil
| Brottare            | Gren                  | Kvalomgång            | Omgång 1                     | Kvartsfinal           | Semifinal                | Återkval 1           | Återkval 2              | Final / BM               | Final / BM |
| Brottare            | Gren                  | Motståndare Resultat  | Motståndare Resultat         | Motståndare Resultat  | Motståndare Resultat     | Motståndare Resultat | Motståndare Resultat    | Motståndare Resultat     | Placering  |
| ------------------- | --------------------- | --------------------- | ---------------------------- | --------------------- | ------------------------ | -------------------- | ----------------------- | ------------------------ | ---------- |
| Andrij Kvjatkovskyj | Weltervikt -65kg      | Bye                   | Asgarov (AZE) L 2–12 ST      | Gick inte vidare      | Gick inte vidare         | Bye                  | Molinaro (USA) L 5–8 PP | Gick inte vidare         | 13         |
| Valerij Andrijtsev  | Tungvikt -97 kg       | Bye                   | Boltukajev (RUS) W 8–5 PP    | Musaev (KGZ) W 2–5 PP | Gazyumov (AZE) L 0-11 ST | Bye                  | Bye                     | Ibragimov (UZB) L 4-6 PP | 5          |
| Alen Zasiejev       | Supertungvikt -125 kg | Machov (RUS) W 2–2 PP | Petriasjvili (GEO) L 6–11 PP | Gick inte vidare      | Gick inte vidare         | Gick inte vidare     | Gick inte vidare        | Gick inte vidare         | 10         |

Herrar, grekisk-romersk
| Brottare              | Gren                  | Kvalomgång             | Omgång 1              | Kvartsfinal               | Semifinal               | Återkval 1           | Återkval 2           | Final / BM                 | Final / BM |
| Brottare              | Gren                  | Motståndare Resultat   | Motståndare Resultat  | Motståndare Resultat      | Motståndare Resultat    | Motståndare Resultat | Motståndare Resultat | Motståndare Resultat       | Placering  |
| --------------------- | --------------------- | ---------------------- | --------------------- | ------------------------- | ----------------------- | -------------------- | -------------------- | -------------------------- | ---------- |
| Zjan Belenjuk         | Tungvikt -85 kg       | Bye                    | Othman (EGY) W 9–0 ST | Bayryakov (BUL) W 10–1 SP | Hamzatau (BLR) W 6–0 PO | Bye                  | Bye                  | Tjakvetadze (RUS) L 2-9 PP | 2          |
| Dimitrij Timtjenko    | Tungvikt -98 kg       | Kiss (HUN) L 3-0 PP    | Gick inte vidare      | Gick inte vidare          | Gick inte vidare        | Gick inte vidare     | Gick inte vidare     | Gick inte vidare           | 18         |
| Oleksandr Tjernetskyj | Supertungvikt -130 kg | Mohamed (EGY) W 0–9 ST | Kajala (GEO) L 1–2 VT | Gick inte vidare          | Gick inte vidare        | Gick inte vidare     | Gick inte vidare     | Gick inte vidare           | 9          |

Damer, fristil
| Brottare          | Gren                 | Kvalomgång               | Omgång 1                 | Kvartsfinal          | Semifinal            | Återkval 1               | Återkval 2           | Final / BM           | Final / BM |
| Brottare          | Gren                 | Motståndare Resultat     | Motståndare Resultat     | Motståndare Resultat | Motståndare Resultat | Motståndare Resultat     | Motståndare Resultat | Motståndare Resultat | Placering  |
| ----------------- | -------------------- | ------------------------ | ------------------------ | -------------------- | -------------------- | ------------------------ | -------------------- | -------------------- | ---------- |
| Julija Chalvadzjy | Fjädervikt -53 kg    | Maroulis (USA) L 1–12 SP | Gick inte vidare         | Gick inte vidare     | Gick inte vidare     | Zhong Xc (CHN) L 1-11 SP | Gick inte vidare     | Gick inte vidare     | 11         |
| Oksana Herhel     | Lättvikt -58 kg      | Bye                      | Ratkevitj (AZE) L 5-7 PP | Gick inte vidare     | Gick inte vidare     | Gick inte vidare         | Gick inte vidare     | Gick inte vidare     | 13         |
| Alina Stadnyk     | Lätt tungvikt -69 kg | Dosho (JPN) L 2–10 PP    | Gick inte vidare         | Gick inte vidare     | Gick inte vidare     | Tosun (TUR) L 4-7 SP     | Gick inte vidare     | Gick inte vidare     | 11         |
| Oksana Herhel     | Lättvikt -58 kg      | Bye                      | Ratkevitj (AZE) L 5-7 PP | Gick inte vidare     | Gick inte vidare     | Gick inte vidare         | Gick inte vidare     | Gick inte vidare     | 11         |
| Alla Tjerkasova   | Tungvikt -75 kg      | Adar (TUR) L 10-12 PP    | Gick inte vidare         | Gick inte vidare     | Gick inte vidare     | Gick inte vidare         | Gick inte vidare     | Gick inte vidare     | 11         |
| Oksana Herhel     | Lättvikt -58 kg      | Bye                      | Ratkevitj (AZE) L 5-7 PP | Gick inte vidare     | Gick inte vidare     | Gick inte vidare         | Gick inte vidare     | Gick inte vidare     | 11         |

## Bågskytte
| Idrottare                                                 | Gren                   | Rankningsomgång | Rankningsomgång | 32-delsfinal            | Sextondelsfinal            | Åttondelsfinal       | Kvartsfinal          | Semifinal            | Final / BM           | Final / BM       |
| Idrottare                                                 | Gren                   | Poäng           | Placering       | Motståndare Resultat    | Motståndare Resultat       | Motståndare Resultat | Motståndare Resultat | Motståndare Resultat | Motståndare Resultat | Rank             |
| --------------------------------------------------------- | ---------------------- | --------------- | --------------- | ----------------------- | -------------------------- | -------------------- | -------------------- | -------------------- | -------------------- | ---------------- |
| Viktor Ruban                                              | Herrarnas individuella | 663             | 25              | Purnama (INA) W 7–3     | Valladont (FRA) L 0–6      | Gick inte vidare     | Gick inte vidare     | Gick inte vidare     | Gick inte vidare     | Gick inte vidare |
| Veronika Martjenko                                        | Damernas individuella  | 630             | 30              | Numsalu (EST) W 6-0     | Ki B-b (KOR) L 2-6         | Gick inte vidare     | Gick inte vidare     | Gick inte vidare     | Gick inte vidare     | Gick inte vidare |
| Anastasija Pavlova                                        | Damernas individuella  | 630             | 29              | Saidiyeva (KAZ) W 6-0   | Mall:FlagIOCathelete L 0-6 | Gick inte vidare     | Gick inte vidare     | Gick inte vidare     | Gick inte vidare     | Gick inte vidare |
| Lidija Sitjennikova                                       | Damernas individuella  | 630             | 31              | Narimanidze (GEO) W 7-1 | H-j Chang (KOR) L 2-6      | Gick inte vidare     | Gick inte vidare     | Gick inte vidare     | Gick inte vidare     | Gick inte vidare |
| Veronika Martjenko Anastasija Pavlova Lidija Sitjennikova | Damernas lagtävling    | 1890            | 8               | Bye                     | Bye                        | Japan L 2-6          | Gick inte vidare     | Gick inte vidare     | Gick inte vidare     | Gick inte vidare |

## Cykling

### Landsväg
| Idrottare      | Gren                | Tid              | Placering        |
| -------------- | ------------------- | ---------------- | ---------------- |
| Andrij Grivko  | Herrarnas linjelopp | 6:23:23          | 41               |
| Andrij Grivko  | Herrarnas tempolopp | 1:16:33,24       | 18               |
| Denys Kostiuk  | Herrarnas linjelopp | Gick inte vidare |                  |
| Andrij Chrypta | Herrarnas linjelopp | Gick inte vidare | Gick inte vidare |